# Dennis Rijnbeek
Dennis Martinus Hendrikus Rijnbeek (Haarlem, Países Bajos, 7 de agosto de 1972) es un nadador retirado especializado en pruebas de estilo libre. Fue medalla de bronce en 4x50 metros libres durante el Campeonato Europeo de Natación en Piscina Corta de 1998 y en 4x200 metros libres durante el Campeonato Europeo de Natación de 2000 tras nadar las series eliminatorias.

## Palmarés internacional
| Campeonato Europeo de Natación en Piscina Corta | Campeonato Europeo de Natación en Piscina Corta | Campeonato Europeo de Natación en Piscina Corta | Campeonato Europeo de Natación en Piscina Corta |
| Año                                             | Lugar                                           | Medalla                                         | Prueba                                          |
| ----------------------------------------------- | ----------------------------------------------- | ----------------------------------------------- | ----------------------------------------------- |
| 1999                                            | Lisboa (Portugal)                               | Medalla de bronce                               | 4 × 50 m libre                                  |
| Campeonato Europeo de Natación                  |                                                 |                                                 |                                                 |
| Año                                             | Lugar                                           | Medalla                                         | Prueba                                          |
| 2000                                            | Helsinki (Finlandia)                            | Medalla de bronce                               | 4 × 200 m libres                                |